# Moḩammad Ḩoseynābād
Moḩammad Ḩoseynābād (persiska: مُحَمَّد حُسِين آباد) är en ort i Iran.   Den ligger i provinsen Mazandaran, i den norra delen av landet, 110 km norr om huvudstaden Teheran. Antalet invånare är 322.
Terrängen runt Moḩammad Ḩoseynābād är platt åt nordost, men åt sydväst är den kuperad. Runt Moḩammad Ḩoseynābād är det ganska tätbefolkat, med 80 invånare per kvadratkilometer. Närmaste större samhälle är Chālūs, 8,4 km öster om Moḩammad Ḩoseynābād. Trakten runt Moḩammad Ḩoseynābād består till största delen av jordbruksmark.